# CA Los Andes
Der Club Atlético Los Andes ist ein argentinischer Fußballverein aus Lomas de Zamora im Großraum von Buenos Aires. Der Verein wurde 1917 gegründet und wird auch als Mil Rayitas bezeichnet.

## Geschichte

### Gründung und frühe Jahre
Der Club Los Andes wurde am 1. Januar 1917 in der Forrajería von Jurjo und Cobiella in Lomas de Zamora gegründet. Die ersten Mitglieder wurden durch eine Aufnahmegebühr von 1 Dollar angezogen, was in dieser Zeit eine symbolische Summe war, die es vielen Jugendlichen ermöglichte, Teil des Vereins zu werden. Die erste Vorstandskommission setzte sich aus den einflussreichen Mitgliedern Eduardo Gallardón, Adolfo Langet und Marcos Panizzi zusammen, die entscheidend zur Organisation und Verwaltung des Vereins beitrugen.
Die ersten Farben des Trikots waren hellblau mit einem breiten weißen Streifen, was dem Team ein auffälliges und unverwechselbares Erscheinungsbild verlieh. 1921 entschloss sich der Verein jedoch, die Farben auf rot-weiße vertikale Streifen zu ändern, wodurch die Mannschaft den Spitznamen „Mil Rayitas“ (dt.: „die mit den tausend Streifen“) erhielt. Diese Farben sind bis heute Teil der Vereinsidentität.

### Erste Wettkämpfe und Aufstieg
Die erste offizielle Partie fand am 31. Juli 1916 gegen den Club Fomentos Peligrosos statt, sie ging mit 5:2 verloren. Trotz dieser Niederlage zeigten die Spieler Kampfgeist und legten den Grundstein für die zukünftigen Erfolge des Vereins. 1922 trat Los Andes der argentinischen Fußball-Assoziation bei und begann, in offiziellen Wettbewerben anzutreten. Nach einer beeindruckenden Saison schaffte die Mannschaft 1926 den Aufstieg in die Intermediate Division, was den Verein in eine neue Ära des Wettbewerbs führte.

### Blütezeit und nationale Anerkennung
1960 gelang Los Andes der Aufstieg in die Primera División, was einen Meilenstein in der Vereinsgeschichte darstellt. In den 1980er Jahren erlebte der Verein eine Blütezeit, in der er mehrere erfolgreiche Saisons spielte und sich in der höchsten Liga des argentinischen Fußballs etablierte. Die Fans erfreuten sich an spannenden Spielen und beeindruckenden Leistungen, die den Verein in der lokalen und nationalen Fußballszene bekannt machten.

### Herausforderungen und Rückschläge
Trotz des Erfolgs in den 1980er Jahren konnte Los Andes in den folgenden Jahrzehnten nicht an diese Leistungen anknüpfen. Der Verein erlitt mehrere Rückschläge und verpasste in den Jahren 1992 und 1994 die Möglichkeit, in die B Nacional aufzusteigen, nachdem er in den Finals verloren hatte. Diese Rückschläge hinterließen Spuren und führten zu einer schwierigen Phase für den Klub, die von finanziellen und sportlichen Herausforderungen geprägt war.

### Neuere Entwicklungen
Im Jahr 2019 sah sich Los Andes mit einem weiteren Abstieg konfrontiert, was den neunten Abstieg in der Geschichte des Vereins bedeutete. Diese Phase war für die Anhänger und die Vereinsführung sehr herausfordernd. In der Saison 2024 gelang dem Team schließlich die Rückkehr in die Primera Nacional B, nachdem es als Sieger im Torneo Reducido hervorging.

## Stadion
Der CA Los Andes trägt seine Heimspiele im Estadio Eduardo Gallardón, das eine Kapazität von 33.532 Zuschauerplätzen hat, aus. Das Stadion wurde ab 1940 gebaut und befindet sich in Vereinsbesitz.

## Erfolge
- Meister der Primera B Metropolitana: 1960, 2014
- Meister der Primera C: 1926, 1938, 1957

## Rivalitäten
Größter Rivale des CA Los Andes ist der CA Banfield. Beide Teams kommen aus Nachbarstädten im Partido Lomas de Zamora und treten im Clasico Los Andes-Banfield gegeneinander an. Daneben bestehen weitere Rivalitäten zum CA Temperley aus der Nachbarstadt Temperley und Talleres (RdE) aus dem östlich angrenzenden Partido Lanús.